# محمد شيمي
محمد إبراهيم أحمد شيمي هو وزير قطاع الأعمال العام المصري

## حياته ونشأته
- بكالوريوس الهندسة من جامعة عين شمس، تخصص كهرباء القوى وهندسة الآلات لعام 1985
- دبلوم إدارة المشروعات من الجامعة الأمريكية بالقاهرة المستوى التخصصي لعام 2001 .

## مسيرته
نجح الوزير في قيادة شركة بتروجت بقطاع البترول إلى تحقيق إنجازات كبيرة.
- استكمل العمل في رئاسة شركة صان مصر في قطاع البترول.[3]
- تولى العديد من المناصب خارج قطاع البترول نظرا لخبرته الكبيرة في إدارة الشركات حيث تولي رئاسة الشركة المصرية لإدارة وتشغيل مترو الأنفاق.
- شغل عددا من المناصب لعل أبرزها رئاسة مجالس إداراة كبرى شركات القطاع البترول وهى «بتروجيت وصان مصر وجنوب الوادي المصرية القابضة للبترول وكيل وزارة البترول للمشروعات».[4]
- شغل منصب الرئيس التنفيذي العضو المنتدب لشركة كونكورد للهندسة والمقاولات اعتبارا من يوم 15 أكتوبر 2021.
- وزير قطاع الأعمال العام في حكومة مصطفى مدبولي الثانية.